# Festival Prototype vidéo de Paris
Le Festival Prototype vidéo se caractérise comme le festival du film bricolé et de la bidouille. Le Festival Prototype vidéo renaît chaque printemps à Paris pour présenter au public des films bricolés, des films bidouillés, des films faits avec les moyens du bord par de jeunes réalisateurs dits « amateurs » et que le festival préfère appeler "Protomen" rendant ainsi hommage à leur sens aigu de la débrouille. Autour des projections des films, on se rencontre, on discute et on a encore des idées…
Le Festival se déroule toujours aux alentours de la fin du premier trimestre de l'année et se fait un point d'honneur de recevoir les films jusqu'à la fin janvier.

## Histoire
Le Festival Prototype Vidéo est né dans le lycée Paul-Valéry en 2002. Au hasard d'une balade dans le lycée, ses créateurs ont trouvé une salle remplie de vieux films U-matic réalisés par l'option Audiovisuelle du lycée.
La première édition du festival a donc été localisée au niveau d'une fête de lycée pour ensuite sortir des murs de l'établissement scolaire dès l'édition suivante.
Le festival projette tous les styles de films, de la fiction au film d'animation pourvu que les spécificités techniques au règlement soient respectées, à savoir un film de 15 minutes maximum et fait par un étudiant ou un lycéen au moment de la réalisation.